# Léon Tom
Léon Tom (ur. 25 października 1888 w Antwerpii) – belgijski szermierz i bobsleista pochodzenia żydowskiego, dwukrotny medalista olimpijski i trzykrotny medalista mistrzostw świata w szermierce.
Na igrzyskach olimpijskich w Londynie w 1908 roku był piąty w szabli drużynowej, siódmy w szpadzie indywidualnej, a we florecie indywidualnym odpadł w ćwierćfinałach. Następnie wystartował na igrzyskach olimpijskich w Antwerpii w 1920 roku, gdzie wspólnie z Josephem De Craeckerem, Paulem Anspachem, Félixem d’Alviellą, Victorem Boinem, Ernestem Geversem i Philippe'em de Beaulieu zdobył drużynowo srebrny medal. W szpadzie indywidualnej odpadł w pierwszej rundzie. Był tam także czwarty w szabli drużynowej oraz szósty w szabli indywidualnej i florecie drużynowym. Na rozgrywanych cztery lata później igrzyskach olimpijskich w Paryżu Belgowie w składzie: Fernand de Montigny, Charles Delporte, Joseph De Craecker, Léon Tom, Paul Anspach i Ernest Gevers zdobyli kolejny srebrny medal w szpadzie drużynowej. W zawodach indywidualnych był tym razem siódmy, w rundzie finałowej wygrał pięć z jedenastu pojedynków. Wystąpił też w szabli drużynowej, w której Belgowie odpadli w ćwierćfinałach. Brał także udział w igrzyskach olimpijskich w Amsterdamie w 1928 roku, gdzie był czwarty w szpadzie indywidualnej i drużynowej. W tym samym roku wystąpił na zimowych igrzyskach olimpijskich w Sankt Moritz, gdzie w rywalizacji bobslejowych czwórek/piątek był szósty.
Podczas mistrzostw świata w Ostendzie w 1922 roku (oficjalnie zawody tego cyklu rozgrywane są pod tą nazwą dopiero od 1937) zdobył brązowy medal w szabli indywidualnej, przegrywając tylko z Holendrem Adrianusem de Jongiem i Francuzem Maurice'em Taillandierem. Na mistrzostwach świata w Ostendzie w 1926 roku był trzeci w szpadzie indywidualnej, plasując się za Francuzem Georgesem Tainturierem i Fernandem de Montignym. Ponadto na mistrzostwach świata w Liège w 1930 roku razem z kolegami z reprezentacji wywalczył złoty medal w szpadzie drużynowej.
Był żołnierzem armii belgijskiej. W 1940 roku wyemigrował najpierw do Portugalii, a następnie USA. Mieszkał na Manhattanie.